# 鞍斑寶麗魚
鞍斑寶麗魚，為輻鰭魚綱鱸形目隆頭魚亞目慈鯛科的其中一種，分布於南美洲亞馬遜河及奧里諾科河流域，體長可達16.2公分，棲息在水淺、植被覆蓋的溪流，為本屬的最色彩鮮豔種之一，尤其在繁殖期時屬肉食性，以昆蟲等為食，具領域性，雌魚會將卵產在枯木或石頭上，卵孵化後，親魚會照顧幼魚，可做為食用魚及觀賞魚。